# Czyżówka (województwo małopolskie)
Czyżówka – wieś o statusie sołectwa w Polsce, położona w województwie małopolskim, w powiecie chrzanowskim, w gminie Trzebinia.
Czyżówka uzyskała lokację miejską w 1564 roku, zdegradowana po 1581 roku. W 1595 roku wieś położona w powiecie proszowskim województwa krakowskiego była własnością wojewodziców krakowskich: Gabriela, Andrzeja i Jana Magnusa Tęczyńskich. Wieś wchodziła w 1662 roku w skład hrabstwa tęczyńskiego Łukasza Opalińskiego.
W latach 1975–1998 miejscowość administracyjnie należała do województwa katowickiego.
Na terenie Czyżówki położona jest Elektrownia Siersza.

## Historia
- 1402 – zapiski sądowe – Czyżówka własnością Mikołaja z Zagórza
- 1564 – Tenczyńscy próbują założyć miasto Czyżówka
- 1907 – rozpoczęcie budowy Szkoły Podstawowej im. Adama Mickiewicza w Czyżówce
- 1958 – rozpoczęcie budowy Elektrowni Siersza II (1962 – zakończenie I etapu – wybudowanie dwóch bloków energetycznych)
- 1969 – rozpoczęcie rozbudowy Elektrowni Siersza II o kolejne 4 bloki energetyczne (1970 – zakończenie II etapu)
- 1973 – wizyta Karola Wojtyły, późniejszego papieża Jana Pawła II
- 2004 – rozpoczęcie rozbudowy kaplicy św. Barbary w Czyżówce

## Szkoła podstawowa
Szkoła Podstawowa im. Adama Mickiewicza w Czyżówce powstała w 1907 r. poprzez wynajęcie jednego z prywatnych domów. W 1910 r. szkoła zaczęła działalność we własnym budynku. Budowę nowej szkoły rozpoczęto w 1963, a ukończono w 1966 roku.
W 2008 roku decyzją rady miasta zlikwidowano samorządową placówkę w Czyżówce. Jej dalszego prowadzenia podjęła się mieszkanka sołectwa Joanna Jedynak-Dąbek. Dzięki jej zaangażowaniu i pracy mała, wiejska podstawówka stała się jedną z prężniej działających w gminie.

## Cisowe Skały
Cisowe Skały znajdują się nieco na południe od szczytu wzgórza Cisowa w Czyżówce. Tworzą je wysokie do 4 metrów skałki zboczowe, zbudowane z triasowych wapieni. W okresie jury tutejsze wapienie częściowo przeobraziły się w dolomit i uległy okruszcowaniu.
W buczynie na północnych stokach wzgórza znajdują się ślady po eksploatacji złóż galmanu pod postacią zawalonych szybów i sztolni.